# Dos Caras (luchador)
José Luis Rodríguez Arellano (n. 21 de febrero de 1951) es un luchador profesional mexicano retirado. Sus años más activos, fueron dentro de la década de 1970 (su debut), hasta 1980 y alcanzó el éxito en la empresa Universal Wrestling Association (UWA), tras ganar el Campeonato Mundial Peso Pesado de la UWA en tres ocasiones.

## Carrera
Rodríguez hizo su debut el 6 de enero de 1970 a la edad de 18 años, después de ser formado por Rafael Salamanca y Gory Medina. Adoptó el nombre en el ring de Dos Caras en su debut, con una máscara de colores con un águila de dos cabezas en él mismo para reflejar su nombre. Dos Caras más adelante comentó que no se inspiró en Dos Caras, personaje de cómic, sino en un "tramposo de dos caras". A través de conexiones con su hermano mayor, Mil Máscaras, quien ya era una figura para ese entonces, consiguió un trabajo regular con la promoción Empresa Mexicana de Lucha Libre. En los primeros años, a menudo se asoció con otro hermano que luchaba bajo el nombre de Psicodélico, como luchadores de medio cartel, mientras adquirían ambos experiencia.
En 1975 los promotores de lucha libre, Francisco Flores y Benjamín Mora, junto con el luchador/entrenador Ray Mendoza, decidieron tomper con la rígida estructura de la EMLL, donde luchadores jóvenes “pagaban sus cuotas” durante muchos años, antes de que se les diera una oportunidad de ser un luchador de cartel alto. Estos tres, fundaron la empresa, la cual fue una competencia directa de la EMLL, Universal Wrestling Alliance (UWA). Dos Caras fue uno de los luchadores jóvenes de la EMLL, que decidió seguirle los pasos a Flores, uniéndose a la UWA, ganando la oportunidad de trabajar en lo alto del cartel. Dos Caras se abrió camino y se consolidó, el 20 de junio de 1978, cuando derrotó a El Canek, ganando así el Campeonato Peso Ligero de la UWA, su primer campeonato. Durante los siguientes 292 días, Dos Caras defendió el título en varias ocasiones, usándolo como un trampolín de escala en la clasificación de la UWA. El 8 de abril de 1979, Dos Caras perdió el cinturón ante Astro Rey.
Durante los años siguientes, Dos Caras se desarrolló físicamente y consiguió el estilo de ser un luchador Peso Pesado, mezclando el estilo de la lucha libre, con el estilo de los Estados Unidos. Años más tarde el auto Jame Molinaro, citó a Dos Caras: “mezcla de varios estilos de lucha”… una razón para llamarle… El Mayor Peso Pesado Cada Vez Que Salga de México". El 3 de febrero de 1984, Dos Caras ganó el título más representativo en la Universal Wrestling Alliance, el UWA World Heavyweight Championship, el Campeonato Mundial Pesado de la UWA, al derrotar a Enrique Vera, en un torneo por el título, el cual estaba vacante. La primera gran carrera de Dos Caras como “cabeza de cartel”, duró 119 días, jasta el 24 de junio de 1984, cuando perdió el cinturón ante El Canek. A mediados de la década de 1980 la tensión entre la UWA y la EMLL, disminuyó y las dos compañías, colaboraron en una serie de espectáculos. Está cooperación hizo que Dos Caras regresara a trabajar con la EMLL, después de 10 años, tuvo una lucha en equipo con Villano III y Villano V, donde ganaron el Campeonato Nacional de Tríos de Los Brazos (El Brazo, Brazo de Oro y Brazo de Plata). Su reinado sólo duró 26 días, pues, la EMLL se apoderó de las correas de la UWA, devolviéndole el campeonato a Los Brazos, el 23 de marzo de 1986. La alianza UWA/EMLL, terminó poco después y Dos Caras volvió a la UWA, para derrotar a Canek, ganando su segundo Título Mundial de la UWA, un título que mantuvo hasta algún momento en 1987, cuando El Canek volvió a ganar el título.
A finales de la década de los 80, Dos Caras comenzó a luchar en México con la World Wrestling Association (WWA), donde ganó el WWA World Heavyweight Championship en 1989. Dos Caras defendió el título aproximadamente durante un año, hasta que lo perdió contra Scorpio, el 19 de septiembre de 1990. En 1992, Dos Caras se convirtió por tercera vez en el campeón Mundial Pesado UWA, al derrotar a Canek, su reinado llegó a su fin después de 154 días, cuando Canek recuperó el título en Naucalpan, México. En 1994, la UWA fue cerrada, dejando a Dos Caras un talento libre e independiente, lo que le permite volver a trabajar para la EMLL, ahora llamada Consejo Mundial de Lucha Libre; CMLL. Así como en varias promociones independientes, El 22 de marzo de 1996, Dos Caras hizo equipo con Héctor Garza y la Fiera, para ganar el Campeonato Mundial de Tríos CMLL, el cual ostentaban La Bestia Salvaje, Emilio Charles, Jr. y Sangre Chicana. El equipo mantuvo el título hasta principios de 1997, cuando Garza dejó el CMLL y el título quedó vacante.
En los años posteriores Dos Caras trabajó regularmente para Asistencia Asesoría y Administración (AAA), siendo fundamental en el debut en la lucha libre profesional de su hijo, Dos Caras, Jr. en AAA. Él también trabajó para la IWRG, International Wrestling Revolution Group, aunque durante su corto paso, no ganó ningún campeonato. Actualmente, Dos Caras todavía lucha, pero en un horario reducido, trabajando principalmente para producciones independientes, en especial para la UWE Leyendas. Ha declarado que no quiere volver a trabajar para las “dos grandes” promociones en México (CMLL y AAA), ya que siente que no es bien tratado como luchador, debido a su historia ni con el suficiente respeto.
El 7 de octubre de 2010, Dos Caras hizo una aparición especial en un evento de WWE Smackdown en vivo en México, durante su gira WWE Smackdown World Tour, donde estuvo en la esquina de su hijo, Alberto del Río, donde interfirió, para que su hijo ganara la lucha.
El día 8 de octubre, Dos Caras fue el réferi especial en su lucha contra Rey Mysterio, en la cual intervino contando muy lento y muy rápido a favor de Alberto, además de no querer hacer el conteo, luego no permitió que Rey castigara a Alberto con su 619, cuando le hizo zancadilla.
Segundos después, Rey lo hizo golpearse con su hijo y a ambos los castigo con el 619, luego Tony Chimel, el anunciador oficial de Smackdown, subió e hizo el conteo para la victoria de Rey.

## En lucha
- Movimientos finales
  - Dos Caras Clutch (Hammerlock headscissors ]

## Vida personal
Rodríguez es el padre del luchador de la WWE Alberto Del Rio y hermano del luchador Mil Máscaras y Psicodélico, tiene dos sobrinos que luchan bajo el nombre de Sicodélico Jr. y El Hijo del Psicodélico.

## En películas
| Año  | Película                        | Personaje |
| ---- | ------------------------------- | --------- |
| 2007 | Mil Máscaras vs La Momia Azteca | Dos Caras |

## Luchas de apuestas
| Apuesta   | Ganador(es)           | Perdedor(es)              | Localización                | Fecha                    | Notas                                            |
| --------- | --------------------- | ------------------------- | --------------------------- | ------------------------ | ------------------------------------------------ |
| Cabellera | Dos Caras             | Sugi Sito                 | México, D. F., México       | 1974                     |                                                  |
| Cabellera | Dos Caras             | Renato Torres             | México, D. F., México       | 1975                     |                                                  |
| Máscaras  | Dos Caras y El Cóndor | Juan Colorado y El Jíbaro | México, D. F., México       | 15 de septiembre de 1975 | Final de una Ruleta de la Muerte entre Equipos   |
| Máscara   | Dos Caras             | Mazambula El Brujo        | México, D. F., México       | 10 de diciembre de 1975  |                                                  |
| Máscara   | Dos Caras             | Astro Rey                 | Naucalpan de Juárez, México | 22 de abril de 1979      |                                                  |
| Máscara   | Dos Caras             | El Salvaje                | México, D. F., México       | 1982                     |                                                  |
| Máscara   | Dos Caras             | El Brillante              | México, D. F., México       | 5 de junio de 1983       | Ruleta de la Muerte con doce hombres             |
| Máscara   | Dos Caras             | La Pantera                | Desconocida                 | 1985                     |                                                  |
| Cabellera | Dos Caras             | Scorpio                   | Ecatepec, Morelos           | 29 de mayo de 1988       |                                                  |
| Máscara   | Dos Caras             | Yamato                    | Naucalpan de Juárez, México | 1 de agosto de 1993      | Triple Amenaza con El Canek                      |
| Máscara   | Dos Caras             | Black Man II              | Iztacalco, México           | 18 de junio de 2006      | Final de una Ruleta de la Muerte con 12 hombres. |